# 수학 리뷰
《수학 리뷰》(영어: Mathematical Reviews)는 미국 수학회에서 발간하는 저널이자 온라인 데이터베이스이다. 수학, 통계, 이론 전산학과 관련된 문서의 간단한 개요나 평가 등을 제공한다.

## 같이 보기
- Web of Science